# Rokkor

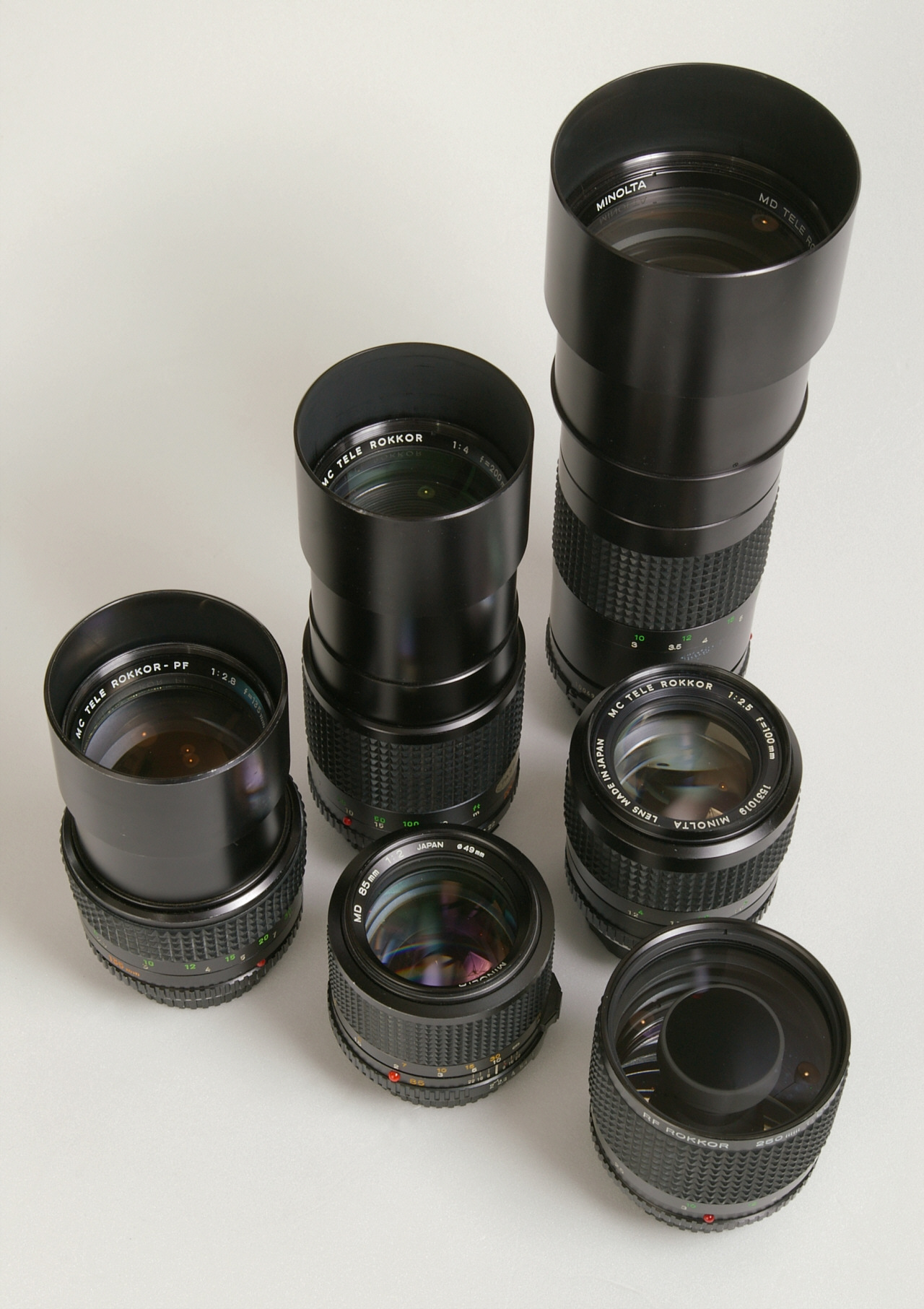
Différents téléobjectifs Minolta Rokkor

La gamme d'objectifs photographiques Rokkor a été créée par Minolta dans les années 1940.
Les objectifs Rokkor sont connus pour la qualité des images produites, en particulier le piqué, le rendu des couleurs très caractéristique[précision nécessaire] et leur prix abordable, qui leur a assuré un grand succès auprès des amateurs et des professionnels.
Leur rendu colorimétrique est souvent considéré comme « chaud », à la japonaise, contrairement au rendu « froid » des optiques allemandes et russes de la même époque.
Les objectifs Rokkor ont été produits pour les reflex Minolta en monture MC et MD, et pour les appareils télémétriques Leica à monture M (gamme M-Rokkor).